# Ofensiva de Raqqa (2016-2017)
L'ofensiva de Raqqa, també anomenada Operació Ira de l'Eufrates, va ser una operació militar ofensiva duta a terme per les Forces Democràtiques de Síria (FDS) amb l'objectiu d'alliberar la ciutat de Raqqa i les zones circumdants de la Governació d'Ar-Raqqa, en mans d'Estat Islàmic (EI). L'ofensiva es desenvolupà durant diversos mesos al mateix temps que la batalla de Mossul a l'Iraq, l'altra gran ciutat en mans dels gihadistes.

## Antecedents
El maig de 2016 va començar la batalla de Sirte entre Estat Islàmic i les forces lleialistes del Govern d'Acord Nacional (GNA) recolzades pels Estats Units durant la Guerra Civil de Líbia i en agost, l'Exèrcit Lliure de Síria recolzat per Turquia llençava l'Operació Escut de l'Eufrates al nord de Síria.
A finals d'octubre de 2016, el Secretari de Defensa dels Estats Units Ash Carter va demanar que s'iniciés l'ofensiva a ar-Raqqa alhora que es desenvolupava la batalla de Mossul a l'Iraq. Carter va afegir que els Estats Units estaven cooperant amb els seus aliats per tal de posar en marxa una "operació d'aïllament" al voltant de la ciutat. El 26 d'octubre, el President de Turquia, Recep Tayyip Erdogan, va exigir al llavors president dels Estats Units, Barack Obama, que les Unitats de Protecció Popular (YPG) no participessin en l'operació, per, en el seu lloc, fer participar les Forces Armades de Turquia. Secretari d'Estat de Defensa del Regne Unit, Michael Fallon, va rebutjar la idea que forces no àrabs participessin en l'ofensiva i va exigir una força purament àrab.
El mateix dia, el comandant de la Combined Joint Task Force – Operation Inherent Resolve, el tinent general Stephen J. Townsend, va remarcar que l'única força armada capaç de capturar la ciutat eren les Forces Democràtiques de Síria liderades per les YPG. Townsend va afegir que en l'ofensiva participarien menys tropes de la coalició de les que estaven involucrades a batalla de Mossul. El 3 de novembre, el comandant i portaveu de la Brigada Seljuk, membre les de FDS, Talal Silo, van rebutjar rotundament la participació de Turquia en l'operació.

## Anunci
El 6 de novembre, el portaveu de les FDS, Talal Silo, va anunciar que l'ofensiva es realitzaria en dues fases: la primera alliberant les àrees al voltant d'ar-Raqqa per tal d'aïllar la ciutat avançant des de tres fronts per, a continuació, prendre el control de la total de la ciutat.
En una declaració el 6 de novembre, el Secretari de Defensa dels Estats Units d'Ash Carter va dir: “la ciutat de Raqqa serà alliberada amb l'ajuda de la seva gent, ja siguin kurds, àrabs o turcmans, herois sota la bandera de les FDS i amb la participació activa de les YPG i les YPJ i amb la col·laboració de la Coalició internacional".

## L'ofensiva

### Primera fase: aïllar ar-Raqqa de les zones del nord
En el primer dia de l'ofensiva, el 6 de novembre de 2016, les FDS van informar haver alliberat 6 granges i poblacions del control d'EI, entre els quals es troben Wahid, Umm Safa, WA, Haran, al-Adriyah i Jurah tots al sud i sud-est d'Ayn Issa. Un comandant local de les YPG va afegir que va haver-hi molts combats, i que fins al moment, EI havia utilitzat fins a 4 cotxes bomba.
El 8 de novembre, les FDS van informar que havien pres el control d'11 poblacions prop d'Ayn Issa, a més de continuar rebent cotxes bomba. El mateix dia 8, fonts kurdes van informar que des de l'inici de l'ofensiva, les FDS havien alliberat més de 14 quilòmetres des dels fronts d'Ayn Issa i al-Qanteri.
Entre els dies 10 a 12, les FDS van alliberar 9 poblacions, el que suposava un avenç de 25 km des de al-Qanteri i 15 km des d'Ayn Issa. El portaveu Talal Silo, afegia que diverses brigades s'havien sumat a l'ofensiva de les FDS per fer fora Estat Islàmic de la Governació d'ar-Raqqa.
El 14 de novembre, les FDS van emetre un comunicat on anunciaven el final de la fase inicial de les operacions amb 50 quilòmetres quadrats alliberats, 34 municipis, 31 petites poblacions, 7 munts estratègics i 167 combatents d'EI morts.
El mateix dia 14, les FDS van informar que havien començat a assetjar la població de Tal al-Samn, mentre que les tropes gihadistes estaven contraatacant prop de la localitat de Salok, a l'est de la Governació d'ar-Raqqa, per tal d'intentar dividir les FDS en dos i obrir un nou front.
L'endemà, les FDS van informar ser als voltants de la població de Tal Saman, on Estat Islàmic té la seu al nord d'ar-Raqqa, i d'altres 10 poblacions i granges en el seu avenç cap a la ciutat. El dia 16 de novembre, el dotzè dia de l'ofensiva, van informar haver capturat finalment Tal Saman així com la petita població de Khiniz. Amb aquestes captures, la primera fase es considerava com acabada.

### Segona fase: bloquejar ar-Raqqa
La segona fase de l'ofensiva consistia en acabar de bloquejar els accessos a la ciutat.

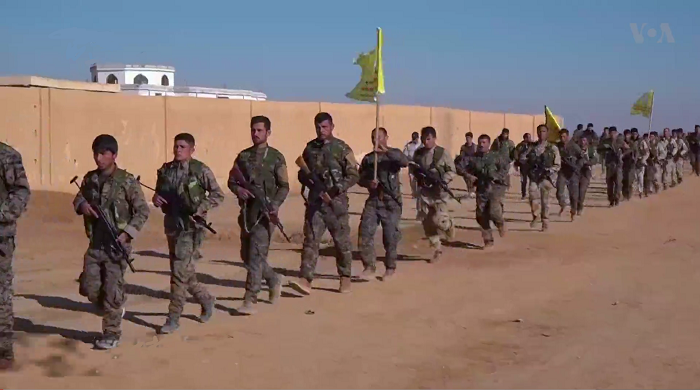
Militants de les FDS durant els preparatius de la segona fase

#### Preparació de l'ofensiva
El 21 de novembre, les FDS van capturar dues poblacions més, mentre EI llançava un contraatac prop de Tal Saman. Durant els següents dies, les FDS van tractar de continuar avançant sobre al-Qalita, però van ser incapaces de trencar les línies del front d'EI al sud de Tal Saman.
El 24 de novembre, un soldat nord-americà va morir a causa de les ferides que va patir després de trepitjar un artefacte explosiu (mina) a prop de la localitat d'Ayn Issa, al nord de Raqqa.
El 25 de novembre, EI va rebre reforços de l'Iraq, incloent experts en explosius i personal de l'Exèrcit iraquià que canviaven de front.
L'endemà. el 26 de novembre, EI va llançar un contraatac, recapturant zones de la població de Qaltah, mentre que les FDS van aconseguir avançar sobre les àrees dels voltants de la mateixa. Abu Bakr al-Hakim, comandant d'EI vinculat als atacs a Charlie Hebdo, va morir en un atac aeri nord-americà a Raqqa.
El 27 de novembre, les FDS van anunciar l'inici de la segona fase de l'ofensiva, encara que no va poder començar immediatament.
El 29 de novembre, cinc combatents de la coalició kuro-àrab van morir en nous enfrontaments al nord de Raqqa.[64] Mentrestant, el mateix dia, dos als comandants d'EI van desertar per unir-se a Jabhat Fateh al-Sham a Idlib.
El 7 de desembre, el copresident del Partit de la Unió Democràtica (PYD), Salih Muslim, va dir que la primera fase per envoltar Raqqa gairebé havia acabat, i va informar que una brigada àrab de més de 1.000 combatents (tant dones com homes) de la zona d'ar-Raqqa s'havien unit a les FDS com a part de la segona fase.
El dia 10 de desembre, el dia de l'inici de la segona fase, més de 1.500 combatents àrabs que havien estat entrenats i equipats per la coalició anti-EI, es van unir a la coalició kurdo-àrab per a lluitar durant la segona fase.

#### L'ofensiva

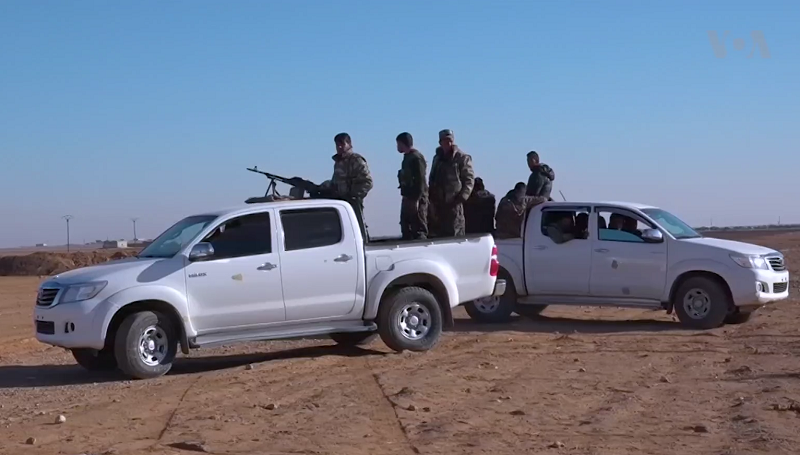
Militants de les FDS durant l'ofensiva

Les FDS van començar la segona fase el 10 de desembre, amb l'objectiu d'alliberr el camp occidental d'ar-Raqqa, i en última instància, per arribar a la presa Tabqa. També es va anunciar que grups àrabs de les FDS, les forces d'elit, Jabhat Thuwar al-Raqqa i el recent format Consell Militar de Deir Ezzor prendrien part de l'ofensiva. Durant el primer dia, Les FDS van començar a avançar al sud de la presa Tishrin i van alliberar Al-Kiradi. Els Estats Units, per la seva banda, van anunciar que enviarien 200 soldats més per ajudar a les forces d'autodefensa. Durant l'11 i 12 de desembre, les FDS van alliberar fins a 14 poblacions (sis i vuit respectivament), així com diversos pobles petits.
El dia 15 de desembre, les FDS van alliberar tres poblacions, sumant-se a les 17 ja capturades des de l'inici de la segona fase de l'ofensiva. Entre els dos sigues següents, 16 i 17 de desembre, van aconseguir alliberar un total de 10 poblacions més.
Durant els següents quatre dies, les FDS van alliberar al voltant de 20 poblacions més, arribant, finalment, arribar a la riba del llac Assad, aïllant i assetjant més de 54 altres poblacions controlades per EI a l'oest. A nivell estratégico-militar, va considerar-se com una molt bona tàctica. En resposta a aquestes pèrdues de territori, EI va començar a realitzar atacs suïcides contra tant la coalició kurdo-àrab, així com atacar objectius civils dins de les zones controlades per les forces kurdes en un intent d'obstaculitzar l'ofensiva.
El 19 de desembre, les forces gihadistes van llançar un contraatac per recuperar quatre poblacions al nord-oest de la ciutat d'ar-Raqqa, però va ser repel·lit després d'unes hores. La nit següent, les forces d'EI van retirar-se sense gaire oposició dels 54 pobles, deixant-los deixant-los en mans de la coalició.
L'endemà, les FDS van declarar que havien capturat fins a 97 poblacions des de l'inici de la segona fase de l'ofensiva, i havien començat a avançar cap a Qal'at Ja'ba.
El dia 21 de desembre, els avenços kurdo-àrabs van seguir fins a situar-se menys de 10 quilòmetres de la presa de Tabqa, de gran importància estratègica. La presa ha estat utilitzada des de fa anys per a produir electricitat pel sud de Síria així com la pròpia província de ar-Raqqà (incloent-hi la ciutat). Tal com informen diferents analistes, la destrucció d'aquesta presa (i el no manteniment) comportaria una catàstrofe natural i humanitària de gran magnitud, al contenir l'aigua del llac Assad. Middle East Eye va reportar que des de la captura per part de les forces gihadistes, l'Exèrcit Sirià Àrab (SAA per les sigles en anglès) va intentar capturar la infraestructura sense èxit, però ara, les FDS estan en millors posició per a poder-la prendre.

#### Batalla de Jabar

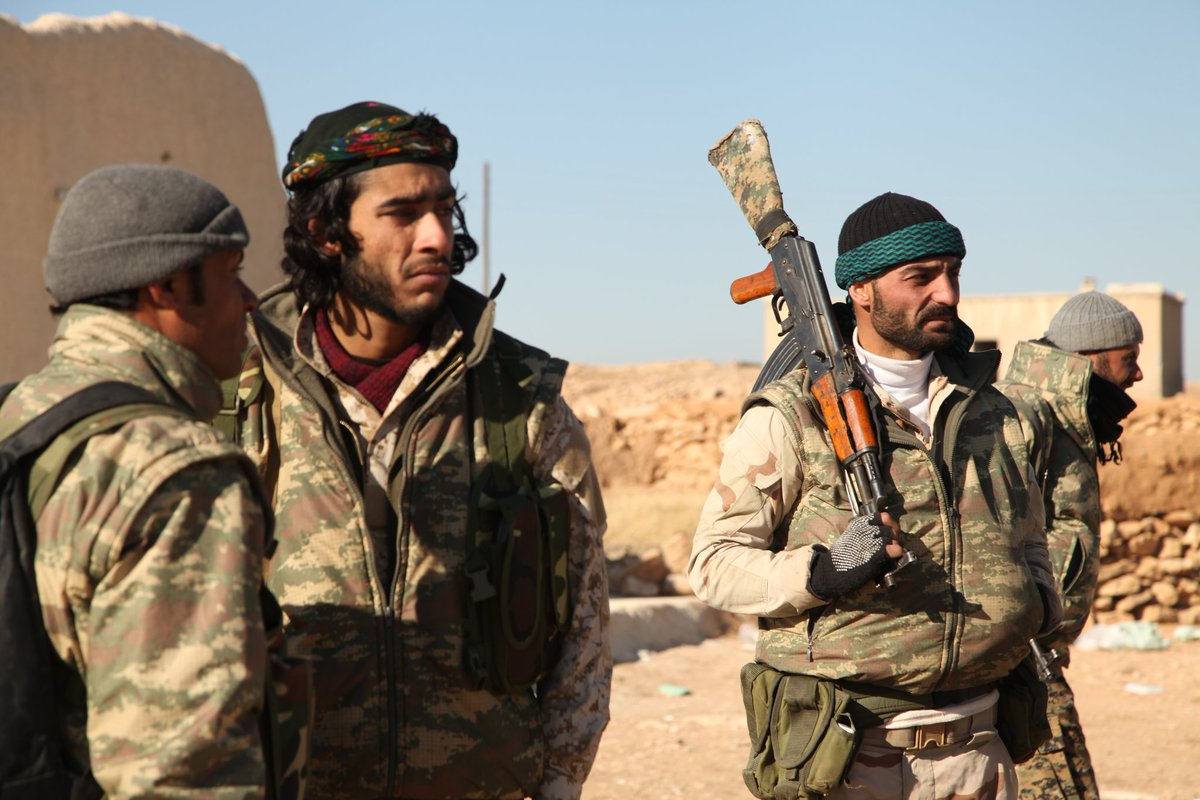
Milicians de les YPG durant l'ofensiva de desembre de 2016

El dia 23 de desembre, un contraatac d'EI va aconseguir recapturar la població de Jabar, on hi emmagatzemaven una gran quantitat d'armament per a distribuir-lo per tota l'àrea del nord de Síria. Les FDS, però, van aconseguir l'endemà, 23 de desembre, juntament amb  Suwaydiya Saghirah. Les forces gihadistes van respondre amb diversos cotxes bomba suïcides, i durs atacs a les línies del front que es van allargar fins a la matinada del 24 de desembre. Les forces de d'EI finalment van forçats a retirar-se de la majoria de posicions, tot i que algunes encara resistien a Jabar.
El 25 de desembre, Estat Islàmic va retirar-se de l'estratègica Jabar de l'Est, deixant les FDS a només 5 quilòmetres de la presa de Tabqa.
El dia 26 de desembre, les FDS van alliberar per complert la població, i van poder repelir un contraatac gihadista, comandat per Abu al-Kuwaiti Yandal (líder de les tropes que havien de defensar els voltants de Raqqa durant l'ofensiva kurdo-àrab), que va caure mort després d'un bombardeig de la coalició internacional.
El 27 de desembre, les tropes d'EI van llançar un atac a la població de Secol, arribant a trencar, segons algunes fonts, les defenses de les FDS locals.

#### Avenços cap a la presa de Tabqa
El 27 de desembre EI va llançar un atac contra la población de Secol a les àrees del nord de Raqqa i, segons els informes, van aconseguir trencar les defenses de les FDS. L'endemà, la coalició kurdo-àrab va capturar Hadaj després de dos dies d'intensos combats, mentre un altre contraatac gihadista contra Jabar que va ser repel·lit.
L'1 de gener de 2017, després de tres dies d'intensos combats, les forces d'autodefensa també van alliberar la totalitat de Mahmudli, la major ciutat d'Al-Jarniyah Nahiyah. A més a més, les FDS van reprendre l'ofensiva al front nord, avançant 6 quilòmetres al sud de Tal Saman. La coalició va alliberar set poblacions en aquesta àrea durant els següents dos dies. El mateix dia, la direcció de les FDS va anunciar els resultats fins al moment de la segona fase amb 110 poblacions alliberades, 277 combatents d'EI abatuts i 13 capturats. El 4 de gener, un portaveu de les FDS va declarar que havien alliberat quatre poblacions més, així com set granges. També va afirmar que 22 combatents gihadistes i 6 combatents de les FDS van morir durant els enfrontaments. L'endemà dues poblacions també van ser alliberades per les FDS.
El 6 de gener, les forces kurd-àrabs van alliberar Qal'at Ja'bar. Segons les informacions que van arribar des del front, les forces gihadistes van començar a desplaçar els presoners de les presons de Tabqa, a causa de la ofensiva. Pel que fa a les línies del front nord, a Ayn-Issa, les FDS van aconseguir alliberar unes 13 poblacions. L'endemà, les forces d'autodefensa van continuar avançant fins a arribar a Suwaydiya Gharbi i alliberant 5 poblacions més. Finalment, van aconseguir arribar als afores de la presa de Tabqa.
El dia 10 de gener de 2017, Estat Islàmic va anunciar la mort de més de 70 combatents de les forces d'autodefensa. Per altra banda, les FDS van publicar un vídeo amb imatges del castell de Jabar alliberat, i fonts locals van informar que dues columnes dels fronts nord i oest van arribar a convergir a Ayuj, aïllant algunes poblacions encara en mans d'EI. aïllant un gran nombre de poblacions (unes 45) i llogarets (uns 20). L'endemà, tota l'àrea assatjada, 460 quilòmetres quadrats de terreny, va ser alliberada. El dia 13 de gener, una altra població va ser alliberada. El 15 de gener, les FDS van capturar la població de Suwaydiya Kabir, mentre Estat Islàmic llençava un contraatac sobre Mahmudli, on hi va haver forts enfrontaments, segons SOHR.
L'atac va ser repel·lit després de diverses hores de combat. L'endemà, el dia 16, les FDS van capturar 3 poblacions, El dia 17, EI va llençar un atac sobre la recentment alliberada Suwaydiya Kabir, donant lloc a forts enfrontaments dins la població.
El mateix dia 17 de gener, les Forces Democràtiques de Síria van emetre un comunicat amb el balanç de la segona fase i de la campanya des de l'inici el 10 de desembre de 2016. Les gran xifres que van comunicar són:
- 2.480 quilòmetres quadrats i 196 poblacions alliberades durant la segona fase.
- 3.200 quilòmetres quadrats i 236 poblacions alliberades des de l'inici de la campanya.
- 42 membres de les FDS morts en combat.
- 620 membres d'Estat Islàmic morts en combat i 18 capturats en vida.
- 40 vehicles bomba destruïts
- Capturat un gran nombre de munició, armament i vehicles, abans en mans gihadistes.
- Milers de civils alliberats.

Finalment, també van anunciar que més de 2.500 civils, sobretot àrabs, de les àrees alliberades, van unir-se a les seves files, reestiment que des de gener de 2017, la proporció entre kurds i àrabs (i turcmans) que lluitaven amb les FDS era de 50/50. Tot i semblar irrellevant aquest canvi, una de les posicions més criticades de les tropes kurd-àrabs ha estat des de l'inici la poca proporció d'àrabs, fet pel qual des de la creació de la milicia, es va intentar igualar.
Les FDS van atacar Suwaydiya Kabir l'endemà. El mateix dia 17, es va anunciar que uns 2.500 combatents locals van unir-se a l'ofensiva a les files de les forces kurd-àrabs. El 19 de gener EI va contraatacar a Suwaydiya Saghirah, amb el suport de morters i armes pesants, matant o ferint a diversos combatents de les YPG. Tot i això, les forces d'autodefensa van poder seguir avançant l'endemà, arribant a alliberar una població controlada per EI.
El 20 de gener, les FDS van a atacar Suwaydiya Kabir, aconseguint alliberar-la el 22 de gener després de dos dies de forts enfrontaments i amb el suport de les forces especials dels Estats Units.
Les FDS van apropar-se a la presa d'Al Taqba. No obstant això, el dia 24 un contraatac a gran escala de les tropes gihadistes, va intentar reprendre poblacions recentment perdudes del seu control. Algunes informacions de fonts locals, van arribar a informar que fins a 8 poblacions havien estat recapturades, però el 25 de gener es va confirmar que la noticia era falsa.

### Tercera fase: aïllament de Raqqa oriental
El 31 de gener de 2017, les FDS van rebre una sèrie de vehicles blindats subministrats pels EUA. El portaveu de la coalició kurd-àrab va declarar que els preparatius per a una nova fase de l'operació s'estaven realitzant amb l'objectiu de llençar-la durant els següents dies, sense especificar quan. Segons els informes, la tercera fase consistirà en la captura de la carretera entre Raqqa i Deir ez-Zor. Mentrestant, el líder del Moviment de l'Endemà Sirià, Ahmad Jarba, aliat de les FDS, juntament amb el seu braç paramilitar, va anunciar que 3.000 combatents àrabs sota el seu comandament estaven essent entrenats per les Forces Especials dels Estats Units  amb la intenció de desplegar-se a la posterior batalla per Raqqa contra EI.

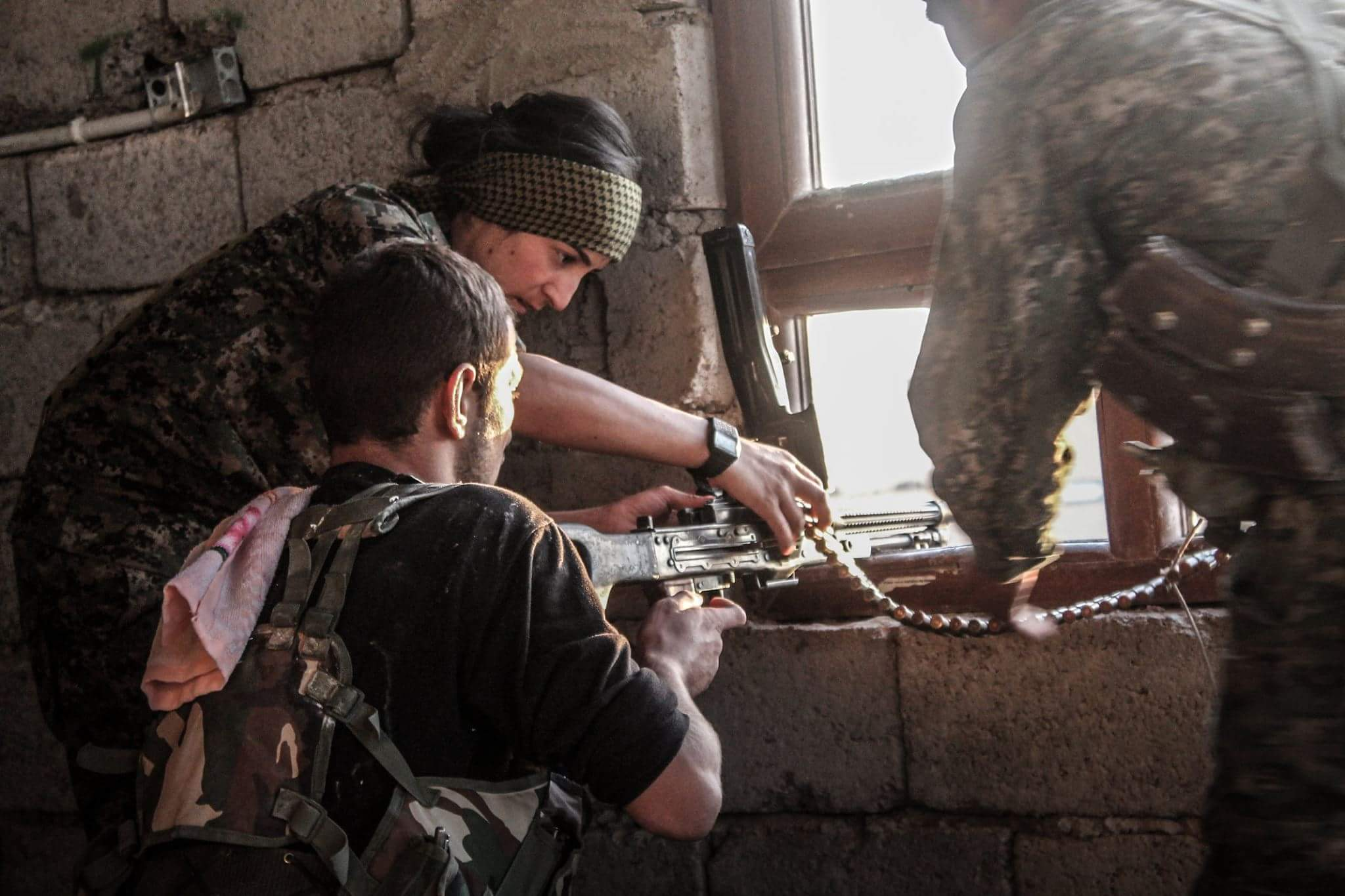
Combatents YPJ i YPG combatent al front. Febrer de 2017.

Durant la nit dels dies 2 i 3 de febrer, va haver-hi intensos atacs aeris del CJTF-OIR dirigits a diferents infraestructures (tant ponts com canonades d'aigua) van deixar la ciutat sense aigua potable. Mentrestant, les forces d'autodefensa van avançar sobre la població de Qaltah al camp nord, Els equips de manteniment d'EI van aconseguir arreglar les canonades, durant el 3 de febrer, restaurant el subministrament d'aigua de Raqqa. El mateix 3 de febrer, 251 combatents àrabs de Hasaka van completar la seva formació i es van unir a les FDS.
El 4 de febrer, la coalició kurd-àrab va anunciar l'inici de la tercera fase de l'ofensiva, amb l'objectiu de conquerir el camp oriental de Raqqa, encara que les operacions a l'oest i nord seguirien simultàniament. Les FDS van capturar una població i 3 llogarets al nord-est de la ciutat durant el dia 4, amb forts enfrontaments al voltant de Bir Said i Al-Qaltah. L'endemà, dia 5, van alliberar altres 2 poblacions així com dues granges, mentre hi havia enfrontaments a Bir Said, on les FDS van iniciar un setge. Bir Said, juntament una població contigua van ser alliberats el 6 de febrer. A més d'aquestes poblacions, les FDS van capturar-ne cinc addicionals en altres dos fronts. L'endemà en van alliberar tres més.
A mesura que els avenços es materialitzaven, EI va respondre llançant diversos contraatacs sense èxit a Suwaydiya Kabir i altres territoris estratègics capturats per la coalició kurdo-àrab. Entre el 8 i 9 de febrer, les forces d'autodefensa van continuar avançar en dues columnes al nord i nord-est, amb la captura de diverses poblacions i van convergir deixant Mizella aïllada, un important bastió estratègic per EI al nord de Raqqa. Així doncs, van aconseguir situar-se a 11 quilòmetres de Raqqa el dia 9. Mizella va ser alliberada l'endemà.
L'endemà dia 11, les FDS van intentar travessar el riu Balikh nord-est de Raqqa, donant lloc a forts enfrontaments amb EI.
El 12 de febrer, algunes fonts van informar d'un atac a gran escala d'EI, va aconseguir prendre el control de la recentment alliberada Suwaydiya Kabir i altres quatre poblacions propers. No obstant això, fonts pro-FDS van negar aquestes informacions.
El 16 de febrer, 165 combatents locals van unir-se a les files de les FDS.

#### Capturar el camp oriental
El 17 de febrer, les forces d'autodefensa van anunciar el llançament de la segona etapa de la tercera fase, amb l'objectiu de capturar el camp oriental de Raqqa prop de Deir ez-Zor, amb el Consell Militar de Deir ez-Zor conduint l'operació. Aquell mateix dia, LES FDS van alliberar dues poblacions més al nord de Deir ez-Zor i van aconseguir situar-se a 6 quilòmetres al nord-est de Raqqa. Rellevant també és, que la Força Aèria de Rússia va dur a terme atacs aeris contra objectius jihadistes a ar-Raqqa per segona vegada des que va entrar en la guerra. L'endemà, les forces kurd-àrabs van capturat una altra població al sud-oest de Makman (al nord de Deir ez-Zor), així com una altra prop de Raqqa. El 18 de febrer, les forces d'autodefensa van irrompre en una presó a pocs quilòmetres al nord-est de Raqqa, alliberant a alguns dels interns. Més tard es van capturar tres llogarets en zones rurals del nord de Deir ez-Zor. L'endemà, les SDF van capturar cinc llogarets a l'est de Raqqa. El 20 de febrer, van capturar quatre llogarets a Makmen inclosa la població estratègica de Sebah al-Xêr, així com una estació base a Syriatel, aconseguint tallar el camí entre Makman i Raqqa i assetjant tres llogarets controlats per EI.
El 21 de febrer, les forces d'autodefensa van capturar dos llogarets al nord de Makman i un altre prop de Raqqa. EI va contraatacar novament a Suwaydiya Kabir, des de tres fronts, donant lloc a intensos combats als voltants de la població. Més tard, segons els informes, les FDS van arribar a la riba nord de l'Eufrates a l'est de Raqqa, després de capturar cinc poblacions, entre elles Al Kajla, Judayat Khabur, Hamad Assaf, Al Kulayb. Aquest moviment pretenia facilitar l'assetjament d'Ar-Raqqa des de l'est. Les FDS van continuar avançant en el camp oriental de Raqqa, alliberant tres poblacions i fusionant dos fronts a Makman i Bir Hebe. Un comandant YPJ va declarar que les FDS havien aconseguit barrar el camí entre Raqqa i Deir ez-Zor. Les FDS també van indicar que havien entrat a la Governació de Deir ez-Zor per primer cop durant l'ofensiva. L'endemà, van capturar sis poblacions més i setze llogarets.

#### S'obre un nou front
El 24 de febrer, les FDS van alliberar quatre llogarets al front de Makman i altres tres en un nou front al nord-est de Deir ez-Zor. Més tard, van capturar l'estratègica localitat d'Abu Khashab. El 25 de febrer, van capturar altres 3 poblacions al quart front.
El 26 de febrer, un atac aeri nord-americà prop de la presa de Tabqa va destruir l'antiga instal·lació de govern, que estava sent utilitzat com a seu per EI. L'atac aeri a l'estructura de la presa va provocar el temor que la presa podria haver estat desestabilitzada o fins i tot destruïda durant els enfrontaments. Més tard el mateix dia, es va informar que les SDF havien capturat la població d'Al-Kubar, a la riba nord de l'Eufrates, estrenyent encara més el setge a Raqqa. El 28 de febrer, es va informar que la coalició liderada pels Estats Units havia destruït completament la base aèria Tabqa en un atac aeri.

#### Tallant la connexió terrestre Raqqa-Deir ez-Zor

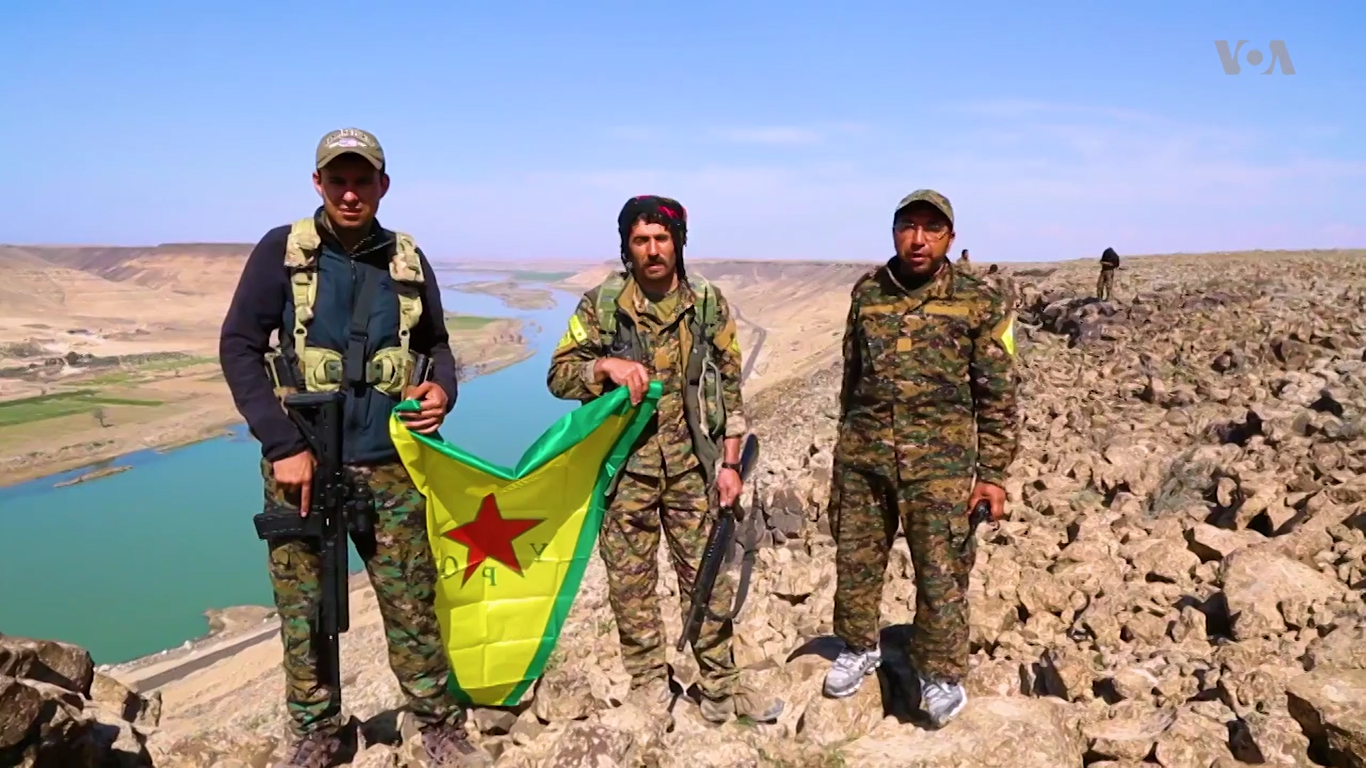
Milicians de les FDS a la riba de l'Eufrates a l'est de Raqqa

L'ofensiva es va reprendre el 5 de març, després d'uns diez amb males condicions ambientals, amb la captura de la coalició kurd-àrab de 7 poblacions i 15 llogarets al nord-est del riu Eufrates, a l'est d'Ar-Raqqa. L'àrea capturada per les forces d'autodefensa va ser d'uns 19 quilòmetres quadrats i uns 32 militants jihadistes morts durant els enfrontaments.
El 6 de març, les FDS van aconseguir tallar la carretera entre Raqqa i Deir ez-Zor, l'última fora de la ciutat, i va aconseguir arribar a la riba de l'Eufrates. A més a més, van alliberar sis poblacions, la Base Militar d'Al-Kubar (ex instal·lació nuclear), i el pont de Zalabiye.
El 8 de març, les forces d'autodefensa van prendre el control de l'estratègic turó West Menxer a l'est, mentre que membres de la 11ena Unitat Expedicionària de la Marina dels Estats Units van ser desplegats, juntament amb una bateria d'artilleria d'obusos M777 per donar suport a l'atac a la ciutat. El mateix dia, uns 150 jihadistes de Hama i Deir ez-Zor van aconseguir reforçar Raqqa, creuant l'Eufrates i saltant el setge parcial de a l'àrea circumdant de la ciutat.
El 9 de març, les FDS van capturar l'estratègic turó de Menxer Est. També van alliberar 3 poblacions en 2 fronts diferents, Kubar i una altra prop de Raqqa. El 9 de març, 244 persones van acabar l'entrenament militar per unir-se a les files de les FDS i es van sumar a la resta de milicians. L'endemà, les forces kurd-àrabs van avançar des del front d'Abu Khashab alliberant fins a tres poblacions, incloent 2 prop Kubar. A-Masdar News va publicar aquell mateix dia que les FDS van capturar l'Estació de Tractament d'aigua de Zalabiye, així com les 4 poblacions restants assetjades sobre l'autopista entre Raqqa i Deiz ez-Zor, i consolidant el setge a Raqqa des de l'est.
El 12 de març, les FDS van alliberar les poblacions de Khas Ujayl, al sud-est de Raqqa, al front Abu Khashab, mentre EI llançava repetits contraatacs a l'àrea en un intent de bloquejar els avenços kurd-àrabs. Aquell mateix dia, 230 combatents addicionals als 150, van entrar a Raqqa per reforçar la ciutat.

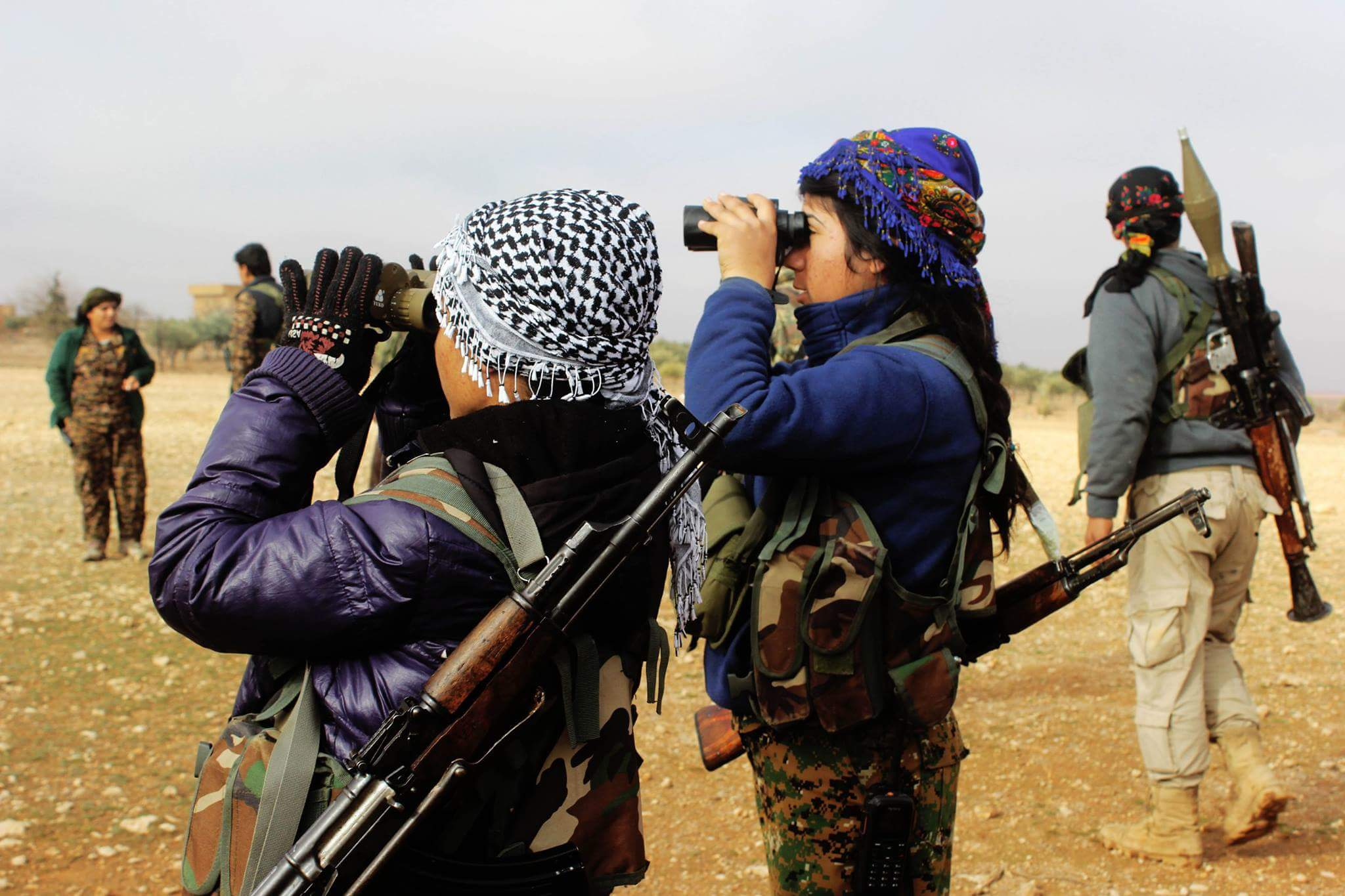
Milicianes de les YPJ durant l'ofensiva de febrer de 2017

El 14 de març, les FDS van alliberar Khass Hibal.  Una portaveu de les forces d'autodefensa va declarar que Raqqa havia estat aïllada. L'avanç kurd-àrab els donar el control de la regió on EI connectava amb els seus territoris a l'est. L'endemà, les FDS van alliberar la sitja de Hamad Assaf, així com les poblacions de Hamad Al Assaf i Kulayb.
El 17 de març, un comandant de les YPG va declarar que s'estava planejant assaltar la ciutat de Raqqa a l'abril, i que les YPG participarien en l'atac, tot i la forta oposició i pressió de Turquia a qui hi partissin. No obstant aquestes afirmacions, el portaveu del Pentàgon, Jeff Davis, va negar que haguessin pres cap decisió sobre com i quan es realitzarà l'assalt.
El 19 de març va haver-hi forts enfrontaments a la ciutat de Karama, a l'est de Raqqa, amb informes que afirmaven que les FDS n'havien pogut alliberar gran part.
El 22 de març va ser alliberada una altra població des del front d'Abu Khashab. Aquell mateix dia, tant l'Observatori Sirià per als Drets Humans (SOHR) com els activistes pro rebels i recolzats per Turquia Raqqa Is Being Slaughtered Silently (RIBSS) van anunciar que, el 20 de març, un atac aeri de l'aviació dels Estats Units va destruir una escola utilitzada com refugi per a persones desplaçades en un poble a l'oest de Raqqa. SOHR va afirmar que 33 civils van ser assassinats durant el bombardeig, mentre RIBSS va informar que no se sabia res del que els podía haver passat a les 50 famílies que s'hi refugiaven.

### Batalla a la regió d'al-Tabqa

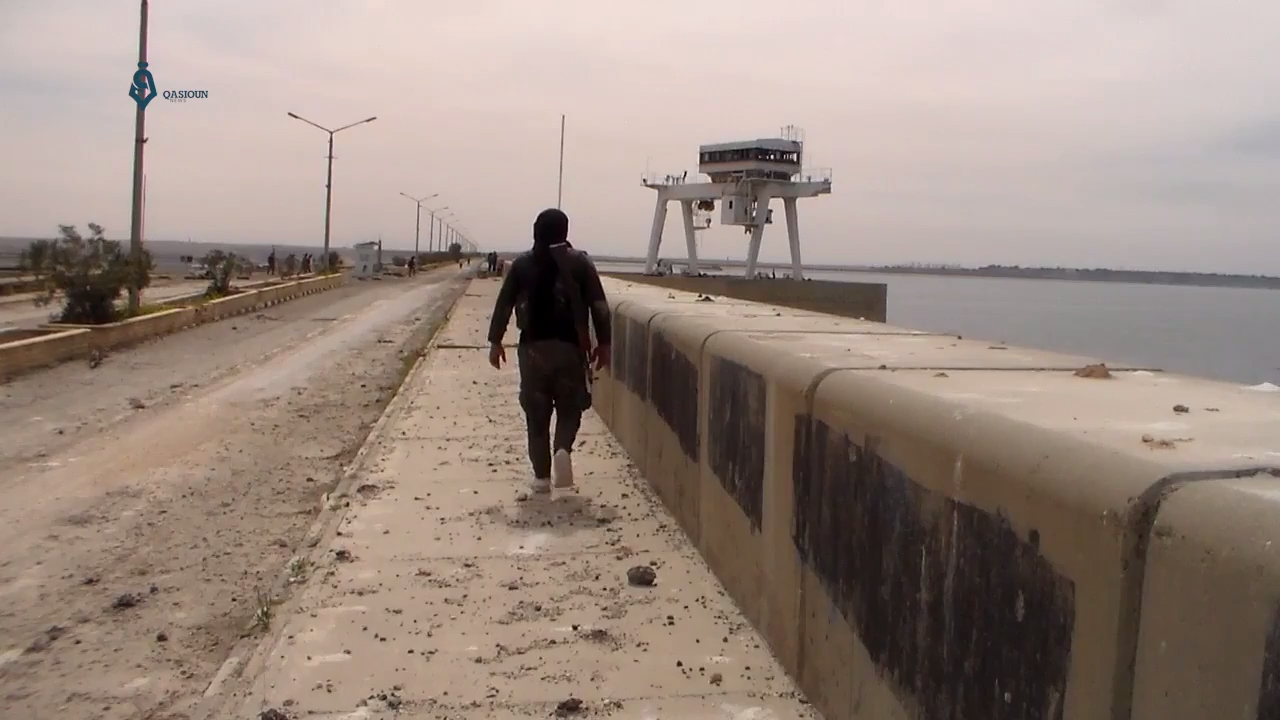
Milicià de les FDS sobre la presa el març de 2017.

El mateix dia 22, un portaveu de la coalició anti-EI va anunciar que l'avanç havia aconseguit tallar la carretera que uneix les governacions Alep, Deir ez-Zor i Raqqa. També va afegir que entre un 75 i un 80% de les forces eren àrabs, essent la resta kurdes, contradient els continus atacs racistes d'alguns sectors rebels que rumorejaven que les FDS eren principalment kurdes. Sectors pro règim van veure els moviments com una estratègia per impedir l'avenç de les forces governamentals cap a Raqqa, confirmat més tard per un portaveu de la coalició kurd-àrab.
Les forces d'autodefensa van començar l'assalt per capturar la presa de Tabqa, la ciutat d'al-Thawrah (Tabqa) i la seva base aèria. Els milicians juntament amb 500 marines estatunidencs del CJTF-OIR van desplegar-se, mitjançant helicòpters de l'exèrcit dels Estats Units que deixava als milicians darrere les línies enemigues, en dues penínsules a l'oest d'Al-Thawrah, a la riba oest del riu Eufrates i del llac Assad. L'atac va ser recolzat per artilleria de la marina dels Estats Units, així com el suport aeri. Abu Hurayrah, al-Mushayirafah, al-Krain i al-Jameen, al sud-oest de Tabqa, van ser alliberades. Les FDS també va poder avançar cap a la ciutat d'Al-Thawrah, on es van llençar octavetes des de l'aire, demanant a la població a romandre en llocs tancats i evitar enfrontar-se a EI. Aquestes octavetes també van ser llançades sobre la ciutat de Raqqa. Finalment, alguns sectors van informar que els atacs aeris de la coalició internacional a la ciutat Tabqa havien assassinat fins a 25 civils.
El 23 de març, els mitjans South Front i Al-Masdar News van informar que les forces kurd-àrabs havien capturat finalment la presa de Tabqa. South Front, però afegia que les informacions no havien estat confirmades, ni hi havia cap anunci oficial. Rudaw, per la seva banda, va informar que encara es realitzaven preparatius per a l'assalt.  El portaveu SDF Talal Silo va declarar durant el dia, que encara estaven avançant cap a la presa i la ciutat i afirmant que aviat hi arribarien. Més tard el mateix dia, es va informar que EI estava redistribuint un gran nombre de combatents de la Governació de Deir ez-Zor cap a Thawrah, per tal de reforçar les línies de defensa.

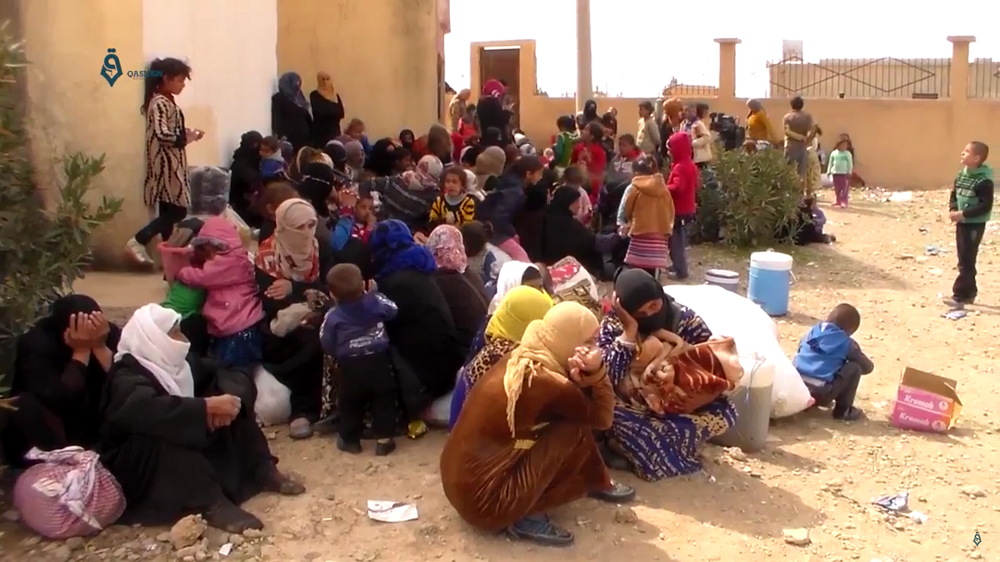
Refugiats de Tabqa fugint d'Estat Islàmic.

El 24 de març, la portaveu de les FDS, Jihan Sheikh Ahmed, va anunciar que havien arribat a la presa de Tabqa, s'estava lliurant una batalla a l'entrada de la mateixa. L'assalt a la presa va ser encapçalat per combatents recolzats per les Forces d'Operacions Especials dels Estats Units. D'acord amb els primers informes, les forces d'autodefensa van aconseguir prendre el perímetre exterior. Tanmateix, el mateix dia, també es van alliberar 8 poblacions al sud-oest d'Al-Thawrah.
El 25 de març, l'agència de notícies kurda Kurdistan 24 va informar que les FDS havia anunciat la captura de la presa. El mateix dia, la coalició kurd-àrab va avançar fins a la base aèria d'Al-Tabqa, un punt estratégico-militar important. Amaq, l'agència de notícies del grup gihadista, va afirmar que les FDS s'havien retirat de la presa.
El 26 de març, les forces d'autodefensa va alliberar 2 poblacions a l'est d'Al-Thawrah. Pel que fa a la batalla per capturar la presa, es va informar que EI va estar bombardejant els voltants de la presa Tabqa amb armament pesat. El mateix dia, EI va afirmar que la presa estava a punt de col·lapsar i que totes les comportes estaven tancades. Els informes parlaven que la presa estaba inoperant. Per una banda, EI afirmava que era culpa dels bombardejos de la coalició. SOHR, en canvi, va declarar que els motius reals eren desconeguts, però que tant l'edifici principal com els turbines encara estaven en mans jihadistes. Les informacions de les FDS parlaven, però, que la presa hagués estat objectiu dels bombardejos, a més del control que havien pres dies anteriors que servirien en cas d'emergència per evitar qualsevol catàstrofe. RIBSS, finalment, va declarar que EI estava informant als civils que fugien que la presa estaba fora de perill.
El mateix dia, Talal Silo, portaveu de les FDS, va anunciar al llarg del matí que les forces d'autodefensa havien aconseguit capturar entre un 60 i 70 per cent de l'aeroport militar de Tabqa. A final del dia, les FDS havien capturat per complet la base. Finalment, les forces kurd-àrabs van alliberar una població situada a l'oest de la base aèria durant els enfrontaments. A finals del dia, va ser anunciat per portaveus de les FDS que la presa havia estat totalment capturada i es va anunciar l'inici de les tasques de manteniment i, sobretot, les valoracions sobre l'estat de la infraestructura, per avaluar els possibles danys. Per a poder realitzar les tasques amb total seguretat, els comandants de les forces d'autodefensa van anunciar una aturada temporal de l'ofensiva. Les conclusions dels enginyers d'aquell mateix dia van ser que la presa estava en bon estat, sense danys importants i que funcionava correctament.
Es va reprendre l'ofensiva contra EI dos dies després per capturar tota la instal·lació de la presa. EI va afirmar que l'equip de manteniment va ser assassinat durant els atacs aeris de la coalició anti-EI. SOHR per la seva banda va confirmar que l'enginyer de l'administració i un tècnic de la presa havien mort durant els atacs.
El 29 de març les FDS van tallar la carretera entre Al-Thawrah (Tabqa) i la ciutat de Raqqa. El 31 de març, les forces kurd-àrabs van atacar la ciutat d'Al-Safsafah, a l'est d'Al-Thawrah, en un intent d'assetjar la ciutat. El mateix dia, la tribu Ajeel d'al-Raqqa va anunciar el seu suport a l'ofensiva de les FDS i va enviar 150 combatents. L'1 d'abril de 2017, 200 joves àrabs van completar l'entrenament i es van unir a les forces d'autodefensa, per participar en l'ofensiva.
El 2 d'abril, les FDS i alguns activistes van declarar que s'havia repel·lit un contraatac important gihadista al nord-est de la ciutat de Tabqa, a prop de la presa i la base aèria. El mateix dia, fonts locals van informar que les FDS havien aconseguit assetjar per complet Al-Thawrah. SOHR, però va desmentir-ho.
El 3 d'abril, va sortir a la llum la possibilitat que EI desplacés per complet (els darrers mesos ja s'havien transferit algunes autoritats) la capital des de la ciutat de Raqqa a Mayadin, a la Governació de Deir ez-Zor. Les FDS van entrar a Safsafah el 5 d'abril alliberant-ne una part, amb el conseqüent assetjament a la ciutat de Tabqa. La població va ser alliberada l'endemà.
El 9 d'abril les forces d'autodefensa va alliberar la población d'Ibad, a l'est de Safsafah, amb més de 25 combatents d'EI morts durant els enfrontaments.
L'11 d'abril, la Coalició encapçalada pels Estats Units va informar que les FDS havien alliberat el 60% de la presa de Tabqa i que estaven "molt a prop" de la captura total de la mateixa. El 13 d'abril, l'exèrcit dels Estats Units va declarar que la CJTF-OIR va bombardejar una posició de les forces kurd-àrabs a Tabqa identificades erròniament com a pertanyents a EI. El bombardeig va matar 18 milicians.

### Fase 4: Ofensiva al nord de la ciutat i al voltant de Raqqa; Assalt a la ciutat de Tabqa

Avenços per dies durant l'ofensiva a Tabqa (2017).

El 13 d'abril, les forces d'autodefensa van anunciar l'inici de la quarta fase de la campanya. La nova fase implicaria la captura de tota l'àrea nord de la ciutat de Raqqa, inclosa la vall Jalab, per tal de pressionar i enfortir més el setge a la ciutat. Els portaveus van afegir que l'atac a la ciutat no es realitzaria fins que no es trobés aïllada completament. Els plans per iniciar l'ofensiva estaven previstos per abril de 2017, però es van haver de posposar a causa de la Batalla de Tabqa. Les FDS van informar així mateix de l'alliberament d'una població aquell mateix dia al nord de Raqqa.
SOHR va informar el 15 d'abril que les FDS havien avançat fins a aconseguir entrar a la ciutat de Tabqa. Més tard, van alliberar la població d'Ayad al-Saghir, prop de Tabqa, i van seguir penetrant a la ciutat fins a capturar el barri d'Alexandria. A finals del dia 15, un 15% de la ciutat es trobava alliberada i sota el seu control.
El 17 d'abril, les FDS van alliberar fins a 7 petites poblacions a l'oest de Raqqa. El mateix dia, el Consell Militar Manbij (CMM) va anunciar que 200 dels seus combatents recolzarien a la batalla per Tabqa.
Les FDS van continuar avançant dins la ciutat de Tabqa entre el 17 i 18 d'abril, capturant una estació de ràdio gihadista.
El 19 d'abril, les forces d'autodefensa van alliberar 4 poblacions prop de Raqqa. Entre els dies 20 i 22 d'abril, van capturar almenys diversos llogarets a nord de la mateixa, incloent Hazima i Mazrat Tishrin.
El 25 d'abril les FDS van alliberar un altre districte de la ciutat de Tabqa, gràcies al gran avanç en els seus flancs sud i oest, augmentant el control de la ciutat a un 40%; van aconseguir, també, destruir una cèl·lula gihadista a Jazirat al-Ayd, el que els va permetre assegurar completament l'illa; i, finalment, van anunciar la captura de la part nord de la Vall Julab.
El 27 d'abril, 250 combatents de les ciutats d'al-Raqqa i Deir ez-Zor van completar l'entrenament i es van unir a les forces d'autodefensa, per lluitar durant l'ofensiva. L'endemà, els districtes de Nababila i Zahra van ser alliberats.
El mateix dia 28, les YPG van anunciar que es retirarien de l'operació per alliberar Raqqa, si els Estats Units no prenien mesures urgents per aturar els atacs de l'exèrcit turc contra ells, amb més de 10 assassinats durants els bombardejos.
El 30 d'abril, fonts locals i properes a les FDS van anunciar l'alliberament de 6 districtes més de les mans d'EI, deixant només les àrees del nord de la ciutat i part de la presa. Per altra banda, SOHR va informar que les FDS controlaven almenys el 40% de la ciutat, incloent més de la meitat de l'àrea de la ciutat vella. Més tard el mateix dia, es va informar que les FDS havia capturat fins al 60% de la ciutat. Finalment, l'endemà, les FDS van anunciar l'alliberament total l'àrea de la ciutat vella, deixant les forces gihadistes en control de només les zones més noves de la ciutat properes a la presa. SOHR va declarar, per la seva banda, que les FDS controlaven al voltant del 80% de la ciutat.

El dia 2 de maig, fonts locals pro kurdes van informar, en veu de la portaveu de les FDS Jihan Sheikh Ahmad, que la ciutat estava alliberada gairebé en la seva totalitat. Aquella mateixa nit seria crucial per fer fora els pocs remanents gihadistes i aprofundir en la captura de la presa i les àrees que la connectaven, en mans d'EI.

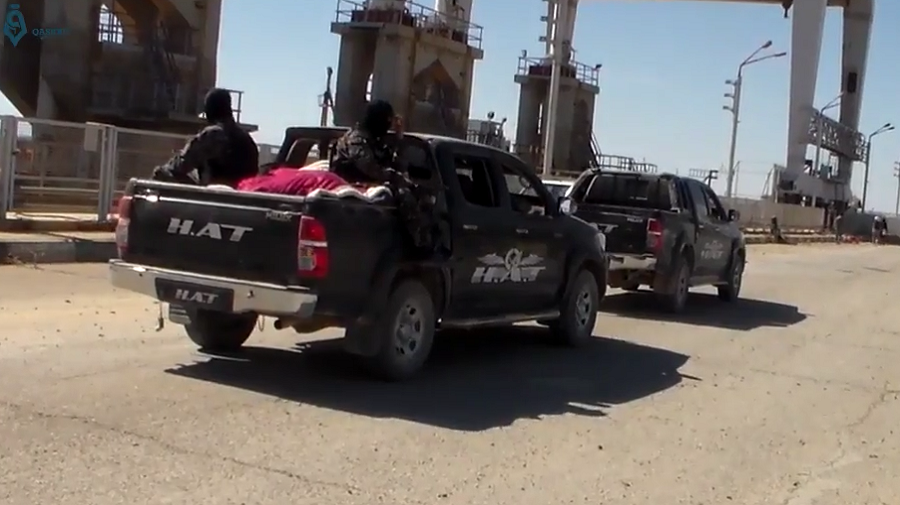
Forces HAT a la presa de Tabqa, ja capturada en la seva totalitat.

El 8 de maig, les FDS van anunciar la captura del Districte Primer de la ciutat de Tabqa que connecta els tres districtes amb la presa. Tanmateix, les FDS també van capturar l'hospital Watani, i, finalment, també van poder alliberar la població de Sahel al-Khashab. SOHR, per la seva banda, va informar que alguns combatents gihadistes d'EI sirians s'havien retirat en virtut d'un acord amb les FDS (negat per les mateixes), altres combatents no sirians van negar-se i van continuar amb els enfrontaments.
El 9 de maig, les FDS van fer una declaració de premsa on van anunciar el rellançament de la quarta fase de la campanya després d'una suspensió de 15 dies. L'endemà, les forces d'autodefensa, així com SOHR, van anunciar que l'aliança havia capturat per complet la ciutat de Tabqa, així com la presa en la seva totalitat.

#### La represa de la quarta fase
Les forces kurd-àrabs van anunciar que havien reprès la quarta fase de la campanya el 10 de maig. L'11 de maig, fonts locals van anunciar que les FDS van alliberar tres o quatre petites poblacions al nord de la ciutat de Raqqa. Per altra banda, les tropes gihadistes van intentar un contraatac a la ciutat Tabqa, però aquest va ser repel·lit. L'endemà, van ser alliberats 2 llogarets al camp nord de Raqqa, juntament amb una fàbrica de cotó. El 14 de maig, les FDS van alliberar entre tres i quatre poblacions del nord de Raqqa. Entre els dies 15 i 17 de maig, es van alliberar, segons diferents fonts, entre cinc i vuit poblacions més.
El 19 de maig, les FDS van alliberar una població a l'est de Raqqa. L'endemà, dues poblacions addicionals va ser alliberades, posicionant-se a només 5 quilòmetres a l'est de la ciutat de Raqqa.
El 22 de maig, fonts pro FDS van informar que la població de Sahlabiya Xerbi va ser allberada, situant les tropes a només 2 quilòmetres de la capital de la governació. Dos dies després de Consell Militar de Manbij va enviar 2.200 combatents addicionals a l'ofensiva. El 26 de maig fonts locals van informar que les FDS van capturar la presa Baas (que porta el nom del partit del govern), així com un fàbrica de sucre. El dia 27 de maig, més de 1.000 persones de la regió de Tabqa es van unir a les FDS.
El 31 de maig les forces d'autodefensa van alliberar Hunaydi (addicionals a les 6 poblacions capturades el dia anterior) i van poder establir un checkpoint en un tram de l'autopista M6, una de les vies de subministrament jihadista que s'estén verticalment a través del territori a Síria. A més a més, EI es va retirar d'Al-Assadiah. Al-masdar news, mitjà de comunicació pro governamental, va estimar que dins la ciutat de Raqqa s'hi trobaven fins a 4.000 combatents d'EI preparats pels futurs enfrontaments amb les forces kurd-àrabs.
El 2 de juny, les FDS van alliberar la ciutat de Mansoura, la ciutat més gran a l'oest de Raqqa en mans d'EI fins al moment, després de 3 dies d'enfrontaments. El 4 de juny, les FDS capturar la presa del Baath en la seva totalitat.

### Cinquena fase: Batalla de Raqqa

Mapa de la batalla de Raqqa

El 6 de juny de 2017, les forces d'autodefensa van anunciar l'inici de la batalla de la ciutat d'ar-Raqqa, amb columnes provinents del nord, est i oest. Les FDS van alliberar el districte Mashlab a la part nord de la ciutat. Addicionalment, es va anunciar que la batalla seria la cinquena i última fase de l'ofensiva. El diari nord-americà The New York Times va publicar aquest mateix dia un article on es parlava amb residents locals de la ciutat, que afirmaven i confirmaven els rumors que diverses famílies i dirigents d'Estat Islàmic, així com combatents estavan abandonant la ciutat per marxar cap a Deir ez-Zor. Aquests mateixos civils parlaven d'un gran nombre de bombardejos d'aviació i avions no tripulats, que estaven causant grans danys sobre infraestructures de la ciutat però també morts de civils.
El dia 8 de juny, les FDS van capturar la base de la 17ena divisió, una base militar important al nord de la ciutat.
Entre els dies 7 i 9 de juny, la Coalició Internacional va emetre un comunicat amb les posicions d'EI que havia aconseguit abatre, entre d'elles dos cotxes bomba i diversos vehicles.
El 10 de juny, les FDS van penetrar al barri romanès alhora que reforçaven les seves posicions a Al-Sabahiya. Al final del dia, van alliberar Harqaliya, a la perifèria de la ciutat. Fonts locals van informar que la coalició internacional havia utilitzat fòsfor blanc en diverses ocasions el 10 de juny, un agent químic no prohibit però altament discutit que causa, entre d'altres problemes, cremades de segon o tercer grau o fins i tot la mort. Les morts ascendeixen almenys a 17 civils, segons aquestes fonts.
L'11 de juny, els nombre de civils assassinats pels atacs amb fòsfor blanc, prohibit en àrees on hi visquin civils per les convencions internacionals, de la coalició liderada pels Estats Units ascendeia a 79. Les forces d'autodefensa van seguir avançant al barri romanès de Raqqa i van aconseguir entrar al barri d'al-Sinaá. EI, per la seva banda, va contraatacar una planta de sucre capturada dies abans per les forces kurd-àrabs.

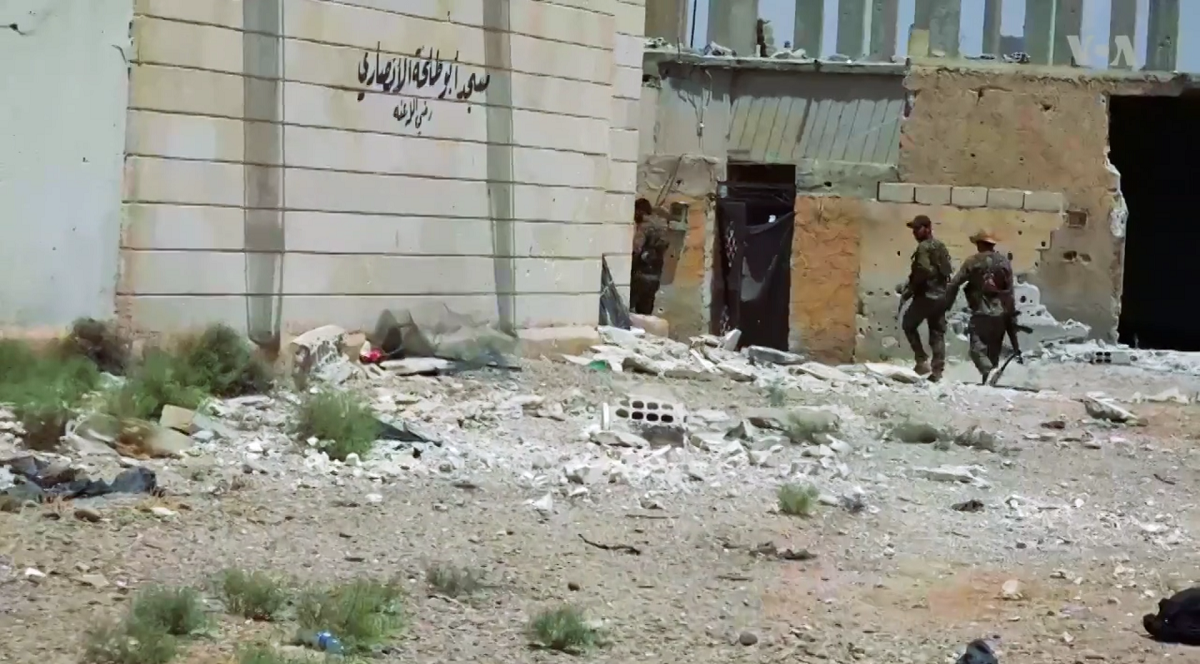
Combatents de les FDS dins d'ar-Raqqa

El 12 de juny, l'Exèrcit Àrab de Síria (conegut com a SAA per les sigles en anglès), va iniciar l'ofensiva sobre posicions d'Estat Islàmic en les zones rurals occidentals d'ar-Raqqa i al sud de Maskanah, amb l'objectiu de tallar la principal ruta de subministrament a les zones d'Alep. Un mitjà de comunicació vinculat al grup Hezbollah va informar que les tropes van aconseguir avançar 32 quilòmetres al sud de Maskanah, capturant les poblacions de Rajm Askar, Bir Inbaj, Zahar Um Baj, Jab Aziz, Jab al-Ghanem, Abu Sousa i Jab Abyadin. Per altra banda, Al-Masdar News, mitjà pro governamental, va confirmar que els avenços de l'exèrcit implicaven la presència governamental a la zona després de tres anys d'haver-la perdut.
Pel que fa als enfrontaments dins la ciutat, les forces d'autodefensa kurd-àrabs van endinsar-se als barris de al-Sinaá i al-Hattin, així com van aconseguir alliberar la població de Sahil al sud-oest de la ciutat.
Entre els dies 14 i 18 de junys, les FDS van capturar el barri de al-Sinaá i el de Batani, així com alliberar la població de Kasrat Sheyh Juma.
El 19 de juny, les forces d'Estat Islàmic van contraatacar a les antigues muralles aconseguint rodejar un contingent de les FDS, entre ells membres de les Forces d'Elit (SEF). Finalment, es va aconseguir trencar el setge o els quinze soldats rodejats van aconseguir sortir-ne a l'alçada de la porta de Bagdad de la ciutat vella. En el transcurs d'aquesta operació, la SEF van perdre el seu primer membre en la batalla per alliberar la ciutat de Raqqa i el seu quart en l'Operació Ira de l'Eufrates.
El 20 de juny, les FDS van iniciar el procés de captura del barri Kasrat al-Faraj al sud de la ciutat.
El 24 de juny, les FDS van rodejar per complert la ciutat de Raqqa, iniciant el setge de la ciutat amb més de 4.000 combatents juhadistes en l'interior. L'endemà, el districte de Qadisiya va ser alliberat per les forces kurd-àrabs, essent el sisè districte de la ciutat a ser capturat. Com a resposta a la recent captura, EI va llençar un contraatac, molt contundent segons fonts locals, que va ser repelit. Durant el transcurs dels enfrontaments, al-Farkha va ser alliberada, població propera a Raqqa.
El 27 de juny, les FDS van llençar un atac al nucli antic de la ciutat de Raqqa que no va aconseguir els seus objectius. No obstant això, les forces kurd-àrabs van aconseguir capturar al-Ghota al sud de la ciutat.

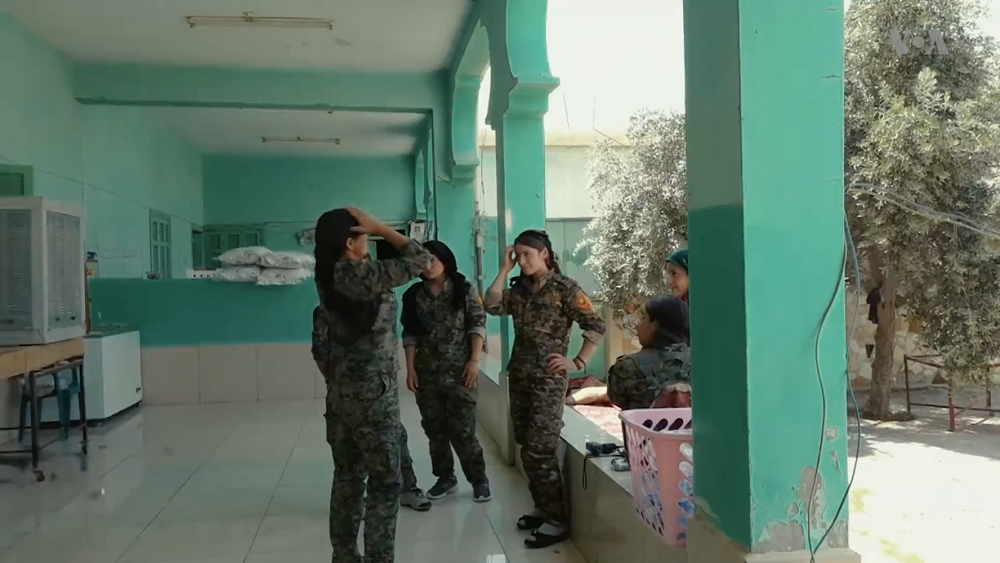
Combatents de la milícia iazidita YJÊ participant a la batalla de Raqqa

Durant la primera quinzena de juliol, les FDS van entrar als barris de Hashim Bin al-Melek, al sud, al-Yarmouk i al-Ukeirshi, a l'oest, així com van aconseguir fer les primeres passes al nucli antic de la ciutat, aconseguint capturar Qasr al-Banat el dia 4 de juliol. Es calcula que un total de 57 membres d'estat Islàmic van morir en els enfrontaments així com 9 membres de les FDS. El dia 6 de juliol, els enfrontaments es van centrar a la part occidental de la ciutat, amb l'ajuda lliurada, el mateix dia, pels Estats Units. Estat Islàmic per incentivar als seus combatents va prometre recompenses a les seves tropes de 4.000 dòlars per cada soldat estatunidenc o combatent estranger mort.
La propaganda gihadista així com enfrontaments històrics entre els diferents pobles de Síria i recel cap a la minoria kurda, van fer aflorar rumors i preocupacions per part de la població àrab davant el lideratge kurd de les FDS. El mitjà pro rebel SOHR, que mai va veure amb bons ulls la implicació kurda en l'alliberament de la ciutat, va publicar que les Forces d'Elit àrabs integrades a les FDS havien estat apartades de les operacions per tensions internes. No obstant això, les FDS van negar aquesta informació titllant-la de rumor i de propaganda de guerra.
El 13 de juliol, tot i els avenços lents, alguns mitjans van publicar que les FDS havien alliberat la meitat del nucli antic de la ciutat, deixant quatre dies més tard a l'inici de la captura del barri de Shahada.
Els primers dies de la segona quinzena de juliol, els combats es van centrar principalment en els barris occidentals d'Al-Tayyar i Yarmouk, així com al barri de Hisham bin Abdul Malik al sud-est. Inicialment, les FDS van prevaler en els dos primers, però la coalició va fer poc progrés i el nombre de víctimes tant de les FDS com civils van ser importants. Com a resultat, les forces kurd-àrabs van canviar la seva estratègia dirigint-se a l'est i la ciutat antiga, més lentament i amb precaució per minimitzar les pèrdues i evitar la destrucció de monuments històrics, com la mesquita Abbasid al-Atiq. Durant els enfrontamentsuna les FDS van destruir un centre d'emmagatzematge d'armes gihadista. El 20 de juliol, EI va llançar diversos contraatacs intensos contra totes les zones recentment alliberades.
Voluntaris estrangers a Raqqa de l'anarquista IRPGF, integrats al Batalló Internacional d'Alliberament, va publicar imatges a les xarxes socials informant de la creació de TQUILA, un petit grup de voluntaris del col·lectiu LGTBIQ, integrat a les seves files. Aquestes informacions, però, no van poder ser contrastades per cap mitjà.
El 24 de juliol, les FDS van informar que havien assegurat en la seva totalitat els barris d'al-Romaniya, Hutteen, Qadisiyah, Yarmouk, Mashlab, al-Batani i Al-Sinaa, i amb control de part d'Hisham bin Abdul Malik, al-Rawda, al-Rumaila, Al-Muazzafin, al-Hamra i Nazlat Shehada, així com la ciutat vella. Com a resultat, el 41% d'Ar-Raqqa havia estat alliberat. Finalment, les portaveus van comunicar que els enfrontaments els centraven al sud de la ciutat, als barris de Nazlat Shehada, Hisham bin Abdul Malik i al-Kournish.
El 28 de juliol, les FDS van aconseguir avanços importants augmentant el control territorial al 50%.
Entre l'1 i el 3 d'agost, les FDS van capturar la major part dels barris de Hisham Ben Abel Malik i Nazlat Shhada, al sud de la ciutat, així com van aconseguir que EI es retirés a la ciutat antiga, perdent el control de la mesquita Uwais al-Qarni i el santuari Ammar Ben Yasser, al nord. Es calcula que restaven a la ciutat els primers dies d'agost uns 2.000 gihadistes, així com desenes de milers de civils encara atrapats. L'escassetat d'aliments, medicaments i aigua potable, va provocar que EI deixés a més de 3.000 civils sortir de les zones que controlaven per vies segures fins a arribar a territori kurd-àrab. Fonts locals van informar que els combatents estrangers van amenaçar als sirians que si decidien fugir, serien assassinats per rendició.
El 6 d'agost, les FDS van informar que controlaven al voltant del 55% de Raqqa i els dies següents van aconseguir tallar l'accés gihadista a l'Eufrates així com acabar d'alliberar els barris meridionals de la ciutat.
El 18 d'agost, les FDS van informar que el 60% de la ciutat de Raqqa havia estat alliberada per complert. SORH, per altra banda, va informar que entre els dies 14 i 18 d'agost, els bombardejos de la coalició internacional sobre la població assatjada havien causat la mort d'uns 60 civils, 11 nens entre ells.

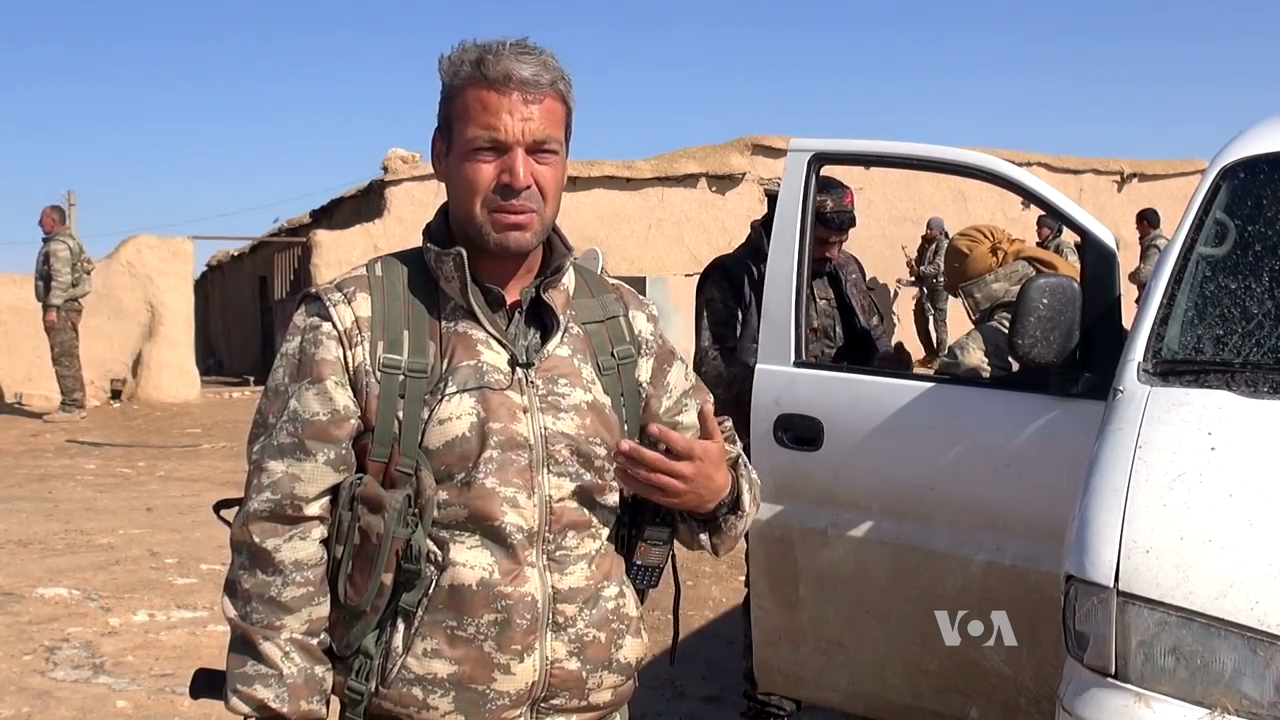
Adnan Abu Amjad a al-Hawl

Entre el 22 i el 29 d'agost, les FDS van aconseguir capturar gairebé tot el casc vell de Raqqa. No obstant això, les forces gihadistes van continuar lluitant amb força pel 10% de la ciutat antiga que encara controlaven. El dia 29 d'agost, Adnan Abu Amjad, cap del Consell Militar de Manbij i alt comandant de la coalició kurd-àrab, va morir en combat.
Entre els dies 1 i 3 de setembre, les FDS van aconseguir alliberar gairebé tota la ciutat antiga de la capital. Els barris d'Al-Morour i Daraiya van ser capturats el 6 de setembre. El 9 de setembre, EI només controlava els barris d'Al-Andalus, Shamal Sekket al-Qitar, al-Huriyah, Teshreen i al-Tawaso'eiyah al nord de la ciutat, menys d'un 30% de la ciutat, segons SOHR.
Durant tot el mes de setembre, els enfrontaments van persistir i, amb la captura del barri d'al-Thaknah de les mans d'EI, les forces kurd-àrabs van obtenir el control de més d'un 70% de la ciutat. El 22 de setembre, van sorgir rumors sobre un possible alliberament total de la ciutat, però va ser desmentit més tard quan les FDS van afirmar que les tropes gihadistes en controlaven un 20-25%. El nombre de combatents d'EI que es trobaven a la ciutat anaven des dels 400 segons fonts de les FDS, entre 400 i 900 segons fonts de la coalició i fins a 1.500 segons fonts gihadistes. Fonts locals informaven que a finals de setembre, més d'un 50% de la ciutat estava totalment destruïda.

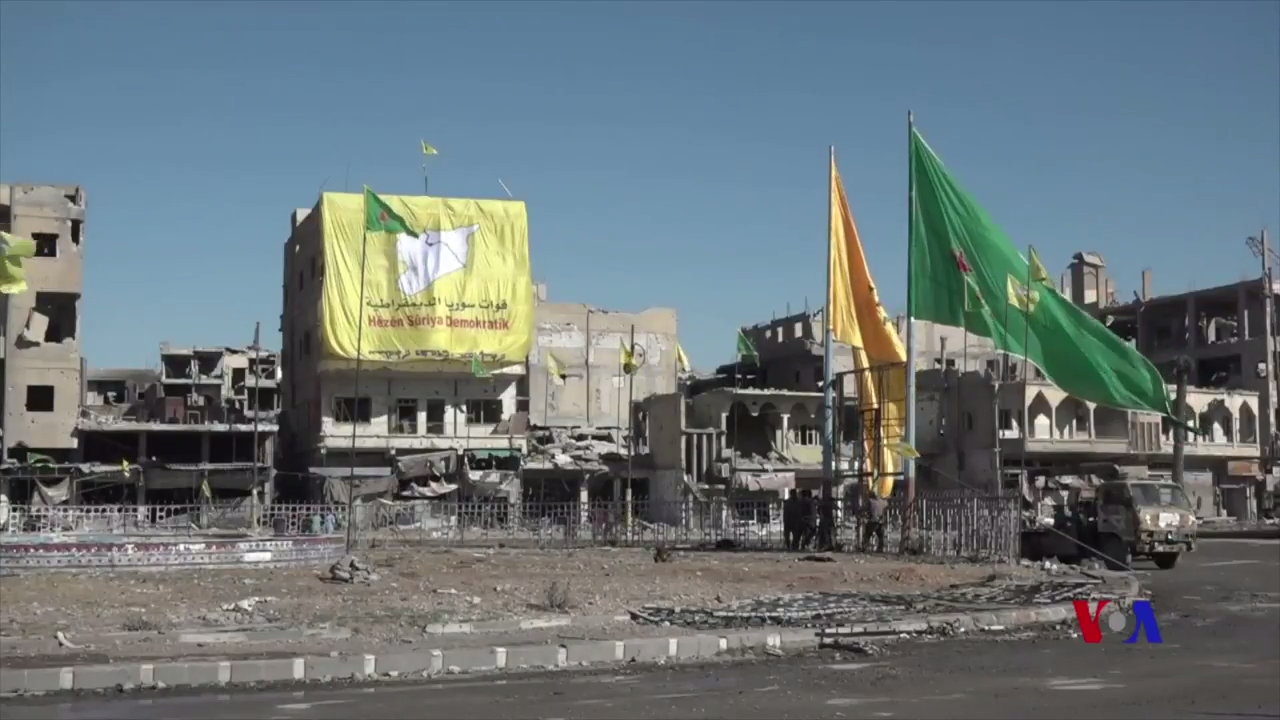
Grans banderes de les FDS, YPG i YPJ onejant al centre de Raqqa després de ser alliberada

El 14 d'octubre, un grup de combatents de l'EI i uns 400 civils, segons informes, utilitzats com a escuts humans pels gihadistes, van ser evacuats de Raqqa gràcies a un acord amb les tropes kurd-àrabs. L'endemà, es va anunciar la "fase final" de la batalla, anomenada Batalla Màrtir Adnan Abu Amjad amb l'objectiu d'alliberar el 10% restant de la ciutat.
El 17 d'octubre, les FDS van llançar un atac de nit i per capturar l'Hospital Nacional i avançar cap a l'estadi, darrer enclavament gihadista a la ciutat. Segons fonts de les forces kurd-àrabs, 22 estrangers d'EI van ser abatuts a l'hospital. Més tard, l'estadi va ser capturat, el que va significar la derrota d'Estat Islàmic a la ciutat de Raqqa. Així doncs, l'Observatori Sirià pels Drets Humans (SOHR) va informar que les tropes kurd-àrabs havien estat tot el matí cercant i desactivant mines i combatents amagats entre la població civil.

## Administració dels territoris alliberats
El 14 de novembre, la institució civil germana de les forces kurdo-àrabs, el Consell Democràtic de Síria (CDS o SDC en anglès), va començar a treballar en la creació d'una administració civil per gestionar la ciutat d'ar-Raqqa després de l'expulsió d'Estat Islàmic. El copreseident del CDS, Ilham Ehmed, va comentar que "una administració d'aquest tipus podria proporcionar un bon exemple per al canvi democràtic a Raqqa, sobretot perquè la ciutat ha estat durant anys la capital de facto de la banda terrorista EI. Aquest èxit seria un canvi important en la situació general a Síria, i ajudaria al país avançar cap a l'estabilitat i el canvi democràtic. Raqqa serà un exemple per a tot el país".
El 8 de desembre, el coronel John Dorrian, portaveu del CJTF–OIR, va declarar que "una estructura de govern representativa de la població local" semblant a la de Manbij està prevista per Raqqa. El 10 de desembre, Cihan Shekh Ehmed, portaveu de l'operació de les FDS, va declarar que Raqqa seria dirigida per un consell civil de locals un cop alliberada. El 27 de març de 2017, Salih Muslim, copresident del Partit Unió Democràtica (PYD), va declarar que les forces d'autodefensa tant bon punt hagin alliberat la ciutat, "la gent de Raqqa són els que prendran les decisions sobre tot". Afegint que podrien optar per unir-se, si així ho desitgen, al Sistema Federal Democràtic del nord de Síria (Rojava). El mateix dia es va anunciar el traspàs de poders de les zones alliberades a l'est de les FDS al (provisional) Consell Civil de Raqqa.
Durant una reunió a Ayn Issa, el 18 d'abril 2017, on van assistir els caps tribals de Raqqa, les FDS van anunciar l'establiment d'un consell civil per governar la ciutat de Raqqa després del seu alliberament. Durant la reunió, representants d'àrabs, kurds i turcmans, van ser escollits Layla Mohammed i Mahmoud al-Shawakh Busran com a copresidents així com la creació de 14 comitès. A més a més, les FDS van anunciar la creació, en un futur, d'un consell militar per proporcionar seguretat a la ciutat després d'alliberar-la. El 20 d'abril, el nou consell civil també va començar a operar en les àrees de Tabqa, distribuint aliments als habitants.
El 15 de maig de 2017, es va crear l'Assambrea Civil de Tabqa que gestionarà la mateixa població de Tabqa així com les àrees ciurcumdants de la ciutat a mesura que els ciutadants tornin.
El 17 de maig de 2017, les forces de seguretat interna de Raqqa es van crear com a nova unitat de policia, amb un curs de formació de 50 persones a Ayn Issa. Un mes més tard, fins a 150 persones addicionals van unir-se a les forces de seguretat que servirien com a policia en les zones alliberades de la ciutat de Raqqa, compostes principalment de personal àrab.